# Danube Wings
 (signalé en juillet 2025).
Si vous disposez d'ouvrages ou d'articles de référence ou si vous connaissez des sites web de qualité traitant du thème abordé ici, merci de compléter l'article en donnant les références utiles à sa vérifiabilité et en les liant à la section « Notes et références ».
- Archive Wikiwix
- Bing
- Cairn
- DuckDuckGo
- E. Universalis
- Gallica
- Google
- G. Books
- G. News
- G. Scholar
- Persée
- Qwant
- (zh) Baidu
- (ru) Yandex
- (wd) trouver des œuvres sur Wikidata

"We fly your direction"
Danube Wings (code AITA : V5 ; code OACI : VPA) est le nom commercial de l'entreprise VIP Wings A.S., compagnie aérienne slovaque

## Histoire
VIP Wings, propriétaire des licences d'exploitations de la "marque" Danube Wings est née en mai 2000, en reprenant l'activité de VIP Air, toute première compagnie aérienne privée de Slovaquie.
Depuis 2009 Danube Wings est membre de l'Association européenne des transporteurs régionaux.
En 2012, Danube Wings ouvre une base sur l'aéroport français de Dole.
La société fait face à de graves problèmes économiques, et le 20 novembre 2013 la compagnie aérienne cesse toutes les opérations sur les vols réguliers. Selon des médias, elle a cessé ses activités en décembre 2013 et a licencié tous les employés.

## Flotte
- 4 ATR 72 d'une capacité de 70 à 72 passagers, immatriculés OM-VRA, OM-VRB, OM-VRC, OM-VRD

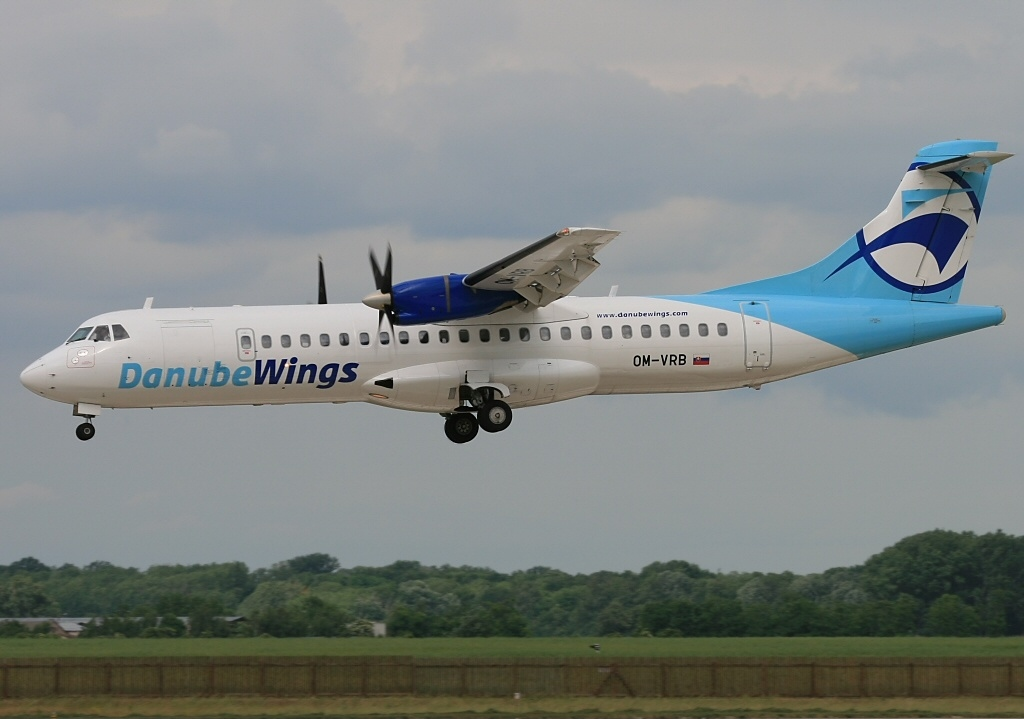
Un ATR 72-200 de Danube Wings.